# Ratpenat frugívor de Wetmore
El ratpenat frugívor de Wetmore (Megaerops wetmorei) és una espècie de ratpenat de la família dels pteropòdids. Viu a Indonèsia, Malàisia i les Filipines. El seu hàbitat natural són els boscos primaris i lleugerament pertorbats de plana. Està amenaçat per la pèrdua d'hàbitat a causa d'incendis i la desforestació.